# Julieta Capuleto (personagem)

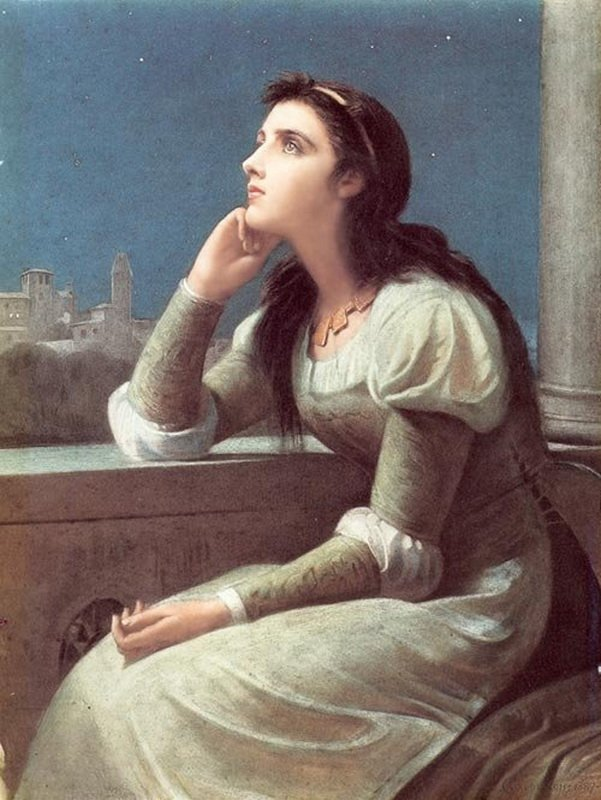
Uma representação de Julieta por Philip H. Calderon (1888)

Julieta Capuleto é a protagonista feminina da obra romântica Romeu e Julieta, de William Shakespeare. Julieta é uma garota de 13 anos, a filha única do patriarca da Casa de Capuleto. Ela se apaixona pelo protagonista masculino Romeu, membro da Casa de Montéquio, com a qual os Capuletos têm uma rivalidade. A história tem uma longa trama que antecede o próprio criador, Shakespeare.

## História de Julieta
A Julieta de Shakespeare está próxima de seu 14º aniversário, tendo nascido na véspera do festival da colheita “Lammas” (1º de agosto), portanto, seu aniversário é 31 de julho. Julieta é doce e romântica, embora ingênua, pois ainda não teve nenhuma experiência romântica e se apaixona perdidamente por Romeu, filho da família rival: os Montéquios. Seus pais gostariam de casá-la com um nobre de alto escalão, mas a moça se recusa e, após alguns eventos adversos e inescrutáveis, ela comete suicídio.
Até mesmo Capuleto tenta encorajar o conde Páris, um pretendente rico de Julieta, a esperar um pouco mais antes de pensar em se casar com sua filha, achando que ela ainda é muito jovem “Ela ainda não passou pela mudança de quatorze anos, deixe que mais dois verões murchem em seu orgulho, antes que possamos considerá-la madura para se tornar noiva”.
A crença comum no período elisabetano era de que a maternidade antes dos 16 anos era perigosa; manuais populares de saúde, bem como observações da vida conjugal, levaram os elisabetanos a acreditar que o casamento precoce e sua consumação prejudicavam permanentemente a saúde do jovem, prejudicavam o desenvolvimento físico e mental do jovem e produziam filhos doentes ou atrofiados. Portanto, os 18 anos passaram a ser considerados a idade mais precoce e razoável para a maternidade e os 20 e 30 anos as idades ideais para, respectivamente, se casar. Shakespeare também pode ter diminuido a idade de Julieta de 16 para 13 anos para demonstrar os perigos de se casar com uma idade muito jovem. O fato de o próprio Shakespeare ter se casado com sua esposa, Anne Hathaway, quando tinha 18 anos pode ter algum significado.

### Casa de Julieta
Em Verona, uma casa do início do século XIV na Via Cappello nº. 23, que afirma ser a casa dos Capuletos, foi transformada em uma atração turística. No entanto, ela está quase vazia. O nome verdadeiro da família em italiano é Cappelletti, uma família nobre, e não Capuleti. No passado, os Cappelletti haviam sido membros da cavalaria leve da República de Veneza e lutaram por ela desde o século XIII. Essa casa, com sua varanda característica, é um dos locais mais visitados de Verona. Há uma estátua de bronze de Julieta em seu pequeno pátio. Devido a uma lenda que diz que se uma pessoa acariciar o peito direito da estátua, ela terá boa sorte e sorte no amor, a superfície de metal em seu peito é polida pelo manuseio constante.

### O Clube de Julieta
Desde a década de 1930, cartas destinadas a Julieta chegam em Verona. Em 2010, mais de 5.000 cartas eram recebidas anualmente, sendo que a maioria era de mulheres. As cartas são lidas e respondidas por voluntários locais, organizados desde a década de 1980 no Clube de Julieta, que é financiado pela cidade de Verona. O clube foi tema de um livro de Lise e Ceil Friedman e é o cenário de um filme americano de 2010, Cartas para Julieta.

## Intérpretes
Esta é a lista de algumas atrizes famosas que interpretaram o papel de Julieta:
- Mary Saunderson foi a primeira mulher a interpretar Julieta profissionalmente.
- Eliza O'Neill interpretou Julieta em Covent Garden em 1814.
- Katharine Cornell teve um notável sucesso na Broadway como Julieta, contracenando com Basil Rathbone como Romeu em 1934, e reviveu a produção com Maurice Evans como Romeu e Ralph Richardson como Mercúcio no ano seguinte.
- Judi Dench interpretou Julieta na produção londrina de Franco Zeffirelli, em 1960, no teatro Old Vic.
- Claire Danes foi Julieta na versão modernizada de 1996, Romeu + Julieta, ao lado de Leonardo DiCaprio como Romeu.
- Gugu Mbatha-Raw interpretou Julieta em Royal Exchange Theatre's em 2005.
- Hailee Steinfeld como Julieta na adaptação de Carlo Carlei.
- Teresa Palmer interpretou Julie Grigio, a versão análoga de Julieta na adaptação do filme de zumbis Warm Bodies, de 2013, ao lado de Nicholas Hoult como R, a versão análoga de Romeu zumbificada do filme.
- Lorna Courtney interpretou Julieta na versão da Broadway de 2022 de “& Juliet”.
- Francesca Amewudah-Rivers foi escalada para interpretar Julieta em uma produção de 2024 no West End, ao lado de Tom Holland como Romeu.

## Links externos
- Análise de personagem de Julieta
- Por que Shakespeare fez Julieta ter treze anos?

1. ↑  «Verona.com». verona.com. Consultado em 22 de outubro de 2024
2. ↑  «Como responder Cartas para Julieta em Verona». Beijo e Ciao!. 20 de fevereiro de 2019. Consultado em 22 de outubro de 2024